# Cyrus I. Scofield

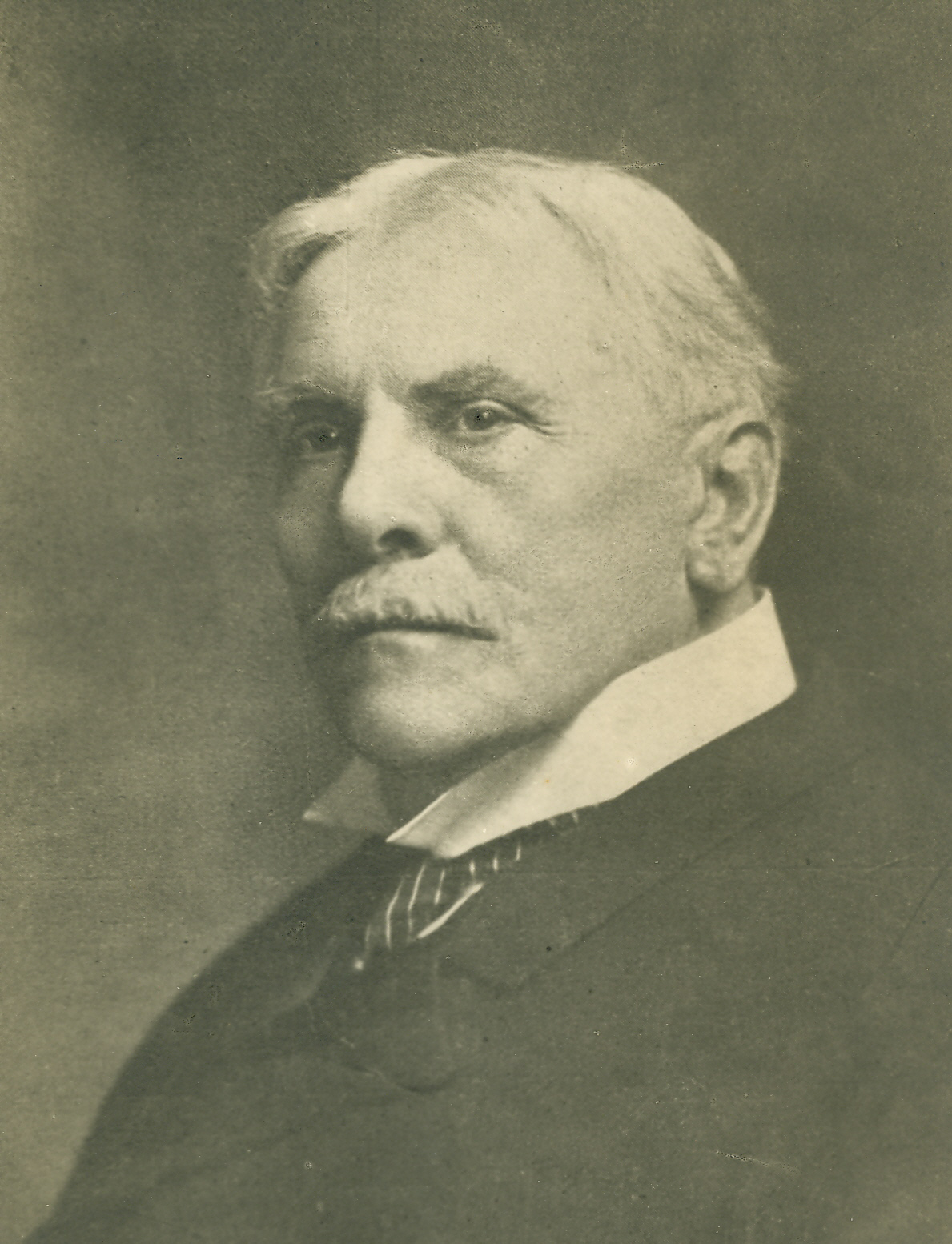
Cyrus I. Scofield

Cyrus Ingerson Scofield (* 19. August 1843 im Lenawee County, Michigan; † 24. Juli 1921 in Douglaston auf Long Island, New York City) war ein US-amerikanischer Jurist und Theologe.

## Leben
Scofield studierte in St. Louis (Missouri) Jura und zog später nach Topeka in Kansas, wo er 1869 bei Gericht zugelassen wurde. In den Jahren 1871 und 1872 gehörte er als Abgeordneter der Republikaner dem Repräsentantenhaus von Kansas an. Er wurde Distriktstaatsanwalt für Kansas. Während seiner Anwaltskarriere begann er aber zu trinken und häufte beträchtliche Schulden an. Daraufhin wurde er als Staatsanwalt ersetzt. 1879 erhielt er eine kurze Gefängnisstrafe wegen Fälschung.
Während er im Gefängnis war, erlebte Scofield eine Bekehrung. 1883 wurde er in Dallas (Texas) zum Pastor einer kongregationalistischen Gemeinde ordiniert, deren Mitgliederzahl sich in den folgenden Jahren von 14 auf über 500 erhöhte. 1895 ging er als Pastor nach East Northfield (Massachusetts), wo er auch die Leitung der Northfield Bible Training School übernahm. 1903 kehrte er nach Dallas zurück.
In den nächsten Jahren widmete sich Scofield vor allem der Erstellung der nach ihm benannten Scofield-Bibel, die 1909 erschien und für die er heute noch bekannt ist. Die Anmerkungen dieser Studienbibel lehren den auf John Nelson Darby zurückgehenden, von Scofield weiterentwickelten Dispensationalismus, der durch diese Bibelausgabe großen Einfluss unter den evangelikalen Christen der USA gewann.